# Paretoprinzip
Das Paretoprinzip, benannt nach Vilfredo Pareto (1848–1923), auch Pareto-Effekt oder 80-zu-20-Regel genannt, besagt, dass 80 % der Ergebnisse mit 20 % des Gesamtaufwandes erreicht werden. Die verbleibenden 20 % der Ergebnisse erfordern mit 80 % des Gesamtaufwandes die meiste Arbeit.

## Hintergrund

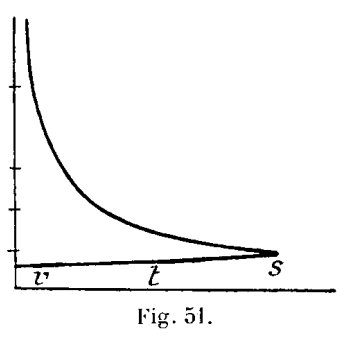
Logarithmische Darstellung der Einkommensverhältnisse nach Pareto

Vilfredo Pareto untersuchte 1906 die Verteilung des Grundbesitzes in Italien und fand heraus, dass ca. 20 % der Bevölkerung ca. 80 % des Bodens besitzen. Im Jahr 1989 wurde festgestellt, dass weltweit 20 % der Bevölkerung 82,7 % des Weltvermögens besitzen. (Allerdings hat sich dieser Wert in den vergangenen Jahrzehnten verschoben, sodass im Jahr 2019 10 % der Weltbevölkerung über rund 84 % des Weltvermögens verfügten.)
Vilfredo Pareto untersuchte auch die Einkommensverhältnisse europäischer und südamerikanischer Länder. Er fand heraus, dass sich die Gesellschaft in einer sozialen Pyramide – „pyramide sociale“ – anordnet. Die Armen bilden die Basis und die Reichen die Spitze. Ein zutreffenderes Bild ist eine Pfeilspitze oder die Spitze eines Kreisels. (Die hier vorgenommene Aufteilung einer Gesellschaft in zwei Teile ist eine Aufteilung in zwei „a-Fraktile“.) Durch weitere empirische Betrachtungen spezifizierte Pareto das Einkommensverhältnis in eine logarithmische Darstellung und führte das Modell der Pareto-Verteilung ein. Diese beschreibt das statistische Phänomen, dass eine kleine Anzahl von hohen Werten einer Wertemenge mehr zu deren Gesamtwert beiträgt als die hohe Anzahl der kleinen Werte dieser Menge.
Daraus leitet sich das Paretoprinzip ab: Es besagt, dass sich im Mittel rund 80 % aller Aufgaben mit einem Aufwand von rund 20 % erledigen lassen. Es wird häufig kritiklos für eine Vielzahl von Problemen angewandt, ohne dass die Anwendbarkeit im Einzelfall belegt wird. Allerdings ist das „Prinzip“ eine gute Merkhilfe für den Wertebereich eines (für zwei Quantile berechneten) Theil-Index, welches ein Maß für die Ungleichverteilung ist. Es hat bei einer 50-50-Verteilung den Wert 0 und bei knapp über einer 80-20-Verteilung den Wert 1.
Die 80-20-Verteilung im Paretoprinzip führt oftmals zu der falschen Annahme, dass eine Summe von 100 zwingend sei. Tatsächlich sind aber auch beliebige andere Verteilungen möglich, bei denen beispielsweise 50 % der Bemühungen zu 90 % der Wirkung führen, und wiederum 50 % der Bemühungen für die restlichen 10 % der Wirkung. Das ist leicht ersichtlich für den trivialen Fall, dass 100 % der Bemühungen für 100 % des Erfolges die Ursache sind.
Pareto weist darauf hin, dass sein Prinzip nur gelte, wenn die Elemente des Systems unabhängig voneinander sind. Durch Abhängigkeit der Elemente (wie etwa in einer Organisation oder sozialen oder technischen Systemen) wird die Situation verändert. In der Praxis ist dann aber die Zahl der relevanten Elemente sehr gering: Sehr wenige Elemente bestimmen fast den gesamten Effekt.
Heutzutage wird das Paretoprinzip häufig für Projekt- und Zeitmanagement zur Hilfe gezogen, um wichtige Arbeitspakete zu erkennen und schnelle Fortschritte bei hinreichend guten Ergebnissen zu erzielen. Es hilft zudem, Arbeiten zu identifizieren, die aufgrund fehlender Effizienz aufgeschoben oder weggelassen werden können. Kritiker bemängeln an der Übertragung auf das Projektmanagement, dass das Prinzip dazu verführe, Aufgaben nicht mehr komplett abzuschließen, dass es aber gleichzeitig Aufgaben oder Projekte gebe, für die eine 80-%-Erledigung nicht ausreichend sei. Werden im Projektmanagement lineare Modelle wie das Wasserfallmodell verwendet, sind sogenannte Pareto-Ketten über mehrere Projektphasen ein Risiko: Die vermeintlich unnötigen 20 % potenzieren sich bei solchen Ketten zu einem erhöhten Aufwand in den letzten Projektphasen, und möglicherweise ergibt sich auch ein unbrauchbares Endergebnis.